# John R. Carter
John R. Carter (* 22. Oktober 1907; † 22. Februar 1982 in Los Angeles, Kalifornien) war ein US-amerikanischer Tontechniker.

## Leben
Carter begann seine Karriere 1944. Er arbeitete in den 1940er Jahren unter anderem an Douglas Sirks Kriminalkomödie Angelockt sowie an zwei Filmen von Anthony Mann, Der parfümierte Killer und Guillotine. In den 1950er Jahren arbeitete er erstmals für das Fernsehen, unter anderem an der Roy Rogers Show. Beim Film war er meist an B-Movies beschäftigt. 1962 war er erstmals an einem John-Wayne-Film tätig, dem Abenteuerfilm Hatari!. Bis 1975 folgten drei weitere gemeinsame Filme, El Dorado, Rio Lobo und Mit Dynamit und frommen Sprüchen. Carter arbeitete häufig im Western-Genre, dazu zählen unter anderem die Spielfilme Man nannte ihn Hombre, Inferno am Fluß und Die Geier warten schon.
Carter war an zwei Filmen von Steven Spielberg beteiligt, Sugarland Express und Der weiße Hai. Für letzteren Film erhielt er 1976 gemeinsam mit Robert L. Hoyt, Roger Heman Jr. und Earl Madery den Oscar in der Kategorie Bester Ton. Zudem war er für den Film für den BAFTA Film Award in der Kategorie Bester Ton nominiert.
Carter starb 1982 im Alter von 74 Jahren.

## Filmografie (Auswahl)
- 1946: Tarzan und das Leopardenweib (Tarzan and the Leopard Woman)
- 1946: Black Beauty
- 1947: Achtung, Küstenpolizei (Dragnet)
- 1947: Angelockt (Lured)
- 1947: Der parfümierte Killer (Railroaded!)
- 1947: Frau ohne Moral? (Dishonored Lady)
- 1948: Das ist also New York (So This is New York)
- 1948: Achtung! Atomspione! (Walk a Crooked Mile)
- 1949: Guillotine (Reign of Terror)
- 1950: Gnadenlos gehetzt (The Lawless)
- 1950: Die Rückkehr von Jesse James (The Return of Jesse James)
- 1951: Mädchen im Geheimdienst (FBI Girl)
- 1951: Tödliche Pfeile (Little Big Horn)
- 1951: Das Schwert von Monte Christo (The Sword of Monte Cristo)
- 1951: Aufgelesen (Pickup)
- 1952: Achtung! Blondinengangster (Without Warning!)
- 1962: Hatari!
- 1963: Wenn mein Schlafzimmer sprechen könnte (Come Blow Your Horn)
- 1964: König der heißen Rhythmen (Roustabout)
- 1966: El Dorado
- 1967: Man nannte ihn Hombre (Hombre)
- 1967: Der Verwegene (Will Penny)
- 1968: Ein seltsames Paar (The Odd Couple)
- 1968: Inferno am Fluß (Blue)
- 1970: Rio Lobo
- 1973: Die Geier warten schon (Showdown)
- 1974: Sugarland Express (The Sugarland Express)
- 1975: Der weiße Hai (Jaws)
- 1975: Mit Dynamit und frommen Sprüchen (Rooster Cogburn)

## Auszeichnungen
- 1976: Oscar-Nominierung in der Kategorie Bester Ton für Der weiße Hai
- 1976: BAFTA Film Award in der Kategorie Bester Ton für Der weiße Hai